# 馬爾利 (弗里堡州)

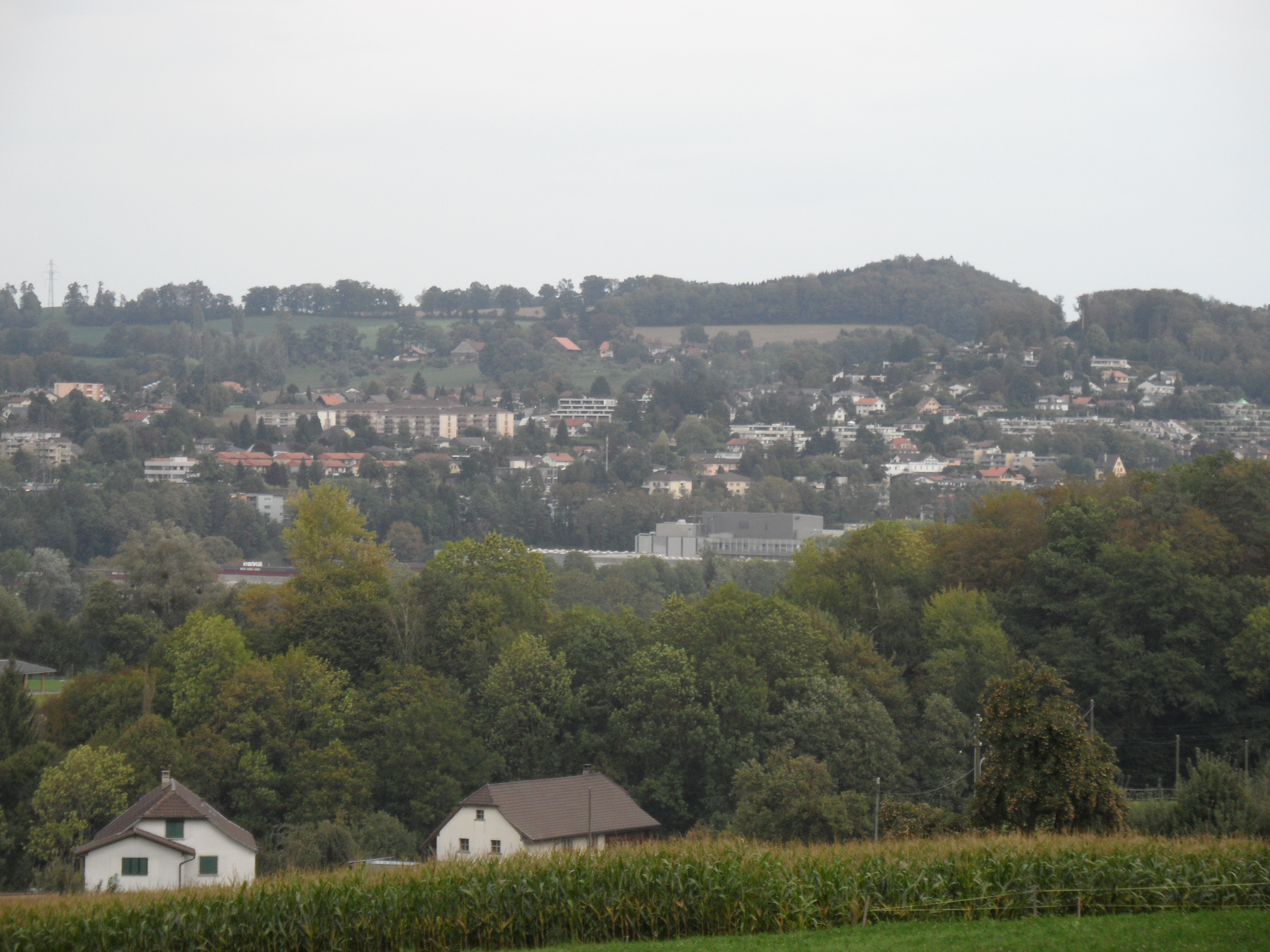

馬爾利是瑞士的城鎮，位於該國西部，由弗里堡州負責管轄，面積7.7平方公里，海拔高度627米，2011年人口7,653，七成人口信奉羅馬天主教，人口密度每平方公里994人。

## 外部連結
- Official website （法文）